# 察尼
宗室察尼（穆麟德轉寫：uksun cani；1640年—1688年），滿洲愛新覺羅氏。清太祖努爾哈赤之孫、豫通親王多鐸第四子，母为侧福晋佟佳氏。
順治十三年（1656年）封多罗贝勒。康熙七年（1668年），任宗人府左宗正，参与议政。康熙九年（1670年），任玉牒馆副总裁。康熙十二年（1673年），三藩之乱，随顺承郡王勒尔锦从湖广进剿吴三桂，参赞军务。康熙十三年（1674年）击败吴三桂的将领吴应麟七万军队。康熙十四年（1675年）佩戴靖寇将军印，援救谷城，攻打牛皮丫口、黄连坪，攻取了兴山。康熙十五年（1676年），在太平街中埋伏失利，受到责备。康熙十七年（1678年）任安远靖寇大将军，向康熙帝上奏断绝叛军粮源，困敌之计。康熙十八年（1679年）收复岳州，招抚吴三桂部下将官六百余人，兵五千余人，帮助安亲王岳乐攻取衡州。康熙十九年（1680年）攻克辰龙关，收复辰州，屯兵沅州。十一月，因为原来出师退缩，被贬为闲散宗室。
康熙二十四年（1685年），封盛京将军。康熙二十七年（1688年）九月察尼逝世，追封辅国公謚號「恪僖」。

## 亲属成员

### 妻妾
- 嫡福晋博尔济吉特氏，布达锡希布台吉之女
- 继福晋赫舍里氏，辅政大臣公索尼之女
- 妾伊尔根觉罗氏，副都统噶尔齐之女
- 妾纳喇氏，辛达礼之女
- 妾克伊克勒氏，拜祜之女
- 妾瓜尔佳氏，汉实惠祜之女
- 妾刘氏，刘绍德之女
- 妾戴氏，乌济马哈之女
- 妾韩氏，乃格之女
- 妾伊尔根觉罗氏，噶达浑之女
- 妾王氏，王凤之女
- 妾谢氏，编塞之女

### 儿子
- 长子宗学总管、奉恩将军查达
- 次子，查明
- 三子，布尔赛
- 四子，扎克都尔
- 五子，已革奉恩将军德福
- 六子，察纳
- 七子，常国佐
- 八子，已革侍卫德昌
- 九子，已革侍卫常赫
- 十子，瓦尔喀
- 十一子，额耨赫

### 女儿
- 嫁赫舍里氏世管佐领哈尔萨（察尼妻弟内大臣法保之子）